# Montezuma (Indiana)
Pour les articles homonymes, voir Montezuma.
Montezuma est une municipalité américaine située dans le comté de Parke en Indiana.
Lors du recensement de 2010, sa population est de 1 022 habitants. La municipalité s'étend sur 0,60 mille carré (1,55 km2).
Montezuma est fondée dans les années 1820 et nommée en référence à l'empereur aztèque Moctezuma. Montezuma devient le principal port du comté de Parke sur le Wabash and Erie Canal, jusqu'à l'abandon de celui-ci vers 1865.